# إريك كارل بومان
إريك كارل بومان هو ممرض وسياسي أمريكي، ولد في 10 ديسمبر 1958 في نيويورك في الولايات المتحدة. نشط حزبياً في الحزب الديمقراطي.